# Leila Ahmed
Leila Ahmed (Heliópolis, 1940) é uma escritora egípcia estudiosa do Islã e do feminismo islâmico.
Ela se tornou a primeira professora de estudos femininos em religião na Harvard Divinity School, localizada em Cambridge - Massachusetts, nos Estados Unidos, em 1999 e em 2013, recebeu o Prêmio Grawemeyer da Universidade de Louisville por sua análise do uso do véu pelas mulheres muçulmanas nos Estados Unidos.

## Biografia
Nascida em 1940 de pai egípcio de classe média e de uma mãe turca de origem aristocrática, a infância de Ahmed foi moldada tanto pelos valores egípcios muçulmanos quanto pela orientação liberal da aristocracia egípcia sob o antigo regime egípcio. A família Ahmed tornou-se politicamente condenada ao ostracismo após o movimento dos Oficiais Livres em 1952. Seu pai, um engenheiro civil, foi um forte  oponente da construção, decidida por Gamal Abdel Nasser, da Barragem de Assuão, por motivos ecológicos.
Ela obteve seu diploma de doutorado da Universidade de Cambridge durante a década de 1960 antes de se mudar para os Estados Unidos para ensinar e escrever, onde foi nomeada para professora em Estudos Feminimnos e Estudos do Próximo Oriente na Universidade de Massachusetts, em Amherst em 1981, seguida de uma cátedra em Estudos Femininos e Religião na Harvard Divinity School em 1999, onde atualmente ensina.
Em 1992, foi publicado um de seus principais ensaios, "Women and Gender in Islam". O livro pretende destacar os principais discursos e estruturas sociais, políticas, jurídicas, judiciais e religiosas que moldaram a experiência das mulheres muçulmanas e não-muçulmanas que vivem no interior  da civilização islâmica. O ensaio, no entanto, está fortemente focado no Egito, em detrimento de outros territórios, como a Turquia. Ela sustenta que as práticas opressivas que as mulheres enfrentam no Oriente Médio são causadas pela prevalência das interpretações patriarcais do Islã, e não pelo próprio Islã. Ela fornece uma análise histórica de como uma abordagem hierárquica e patriarcal às relações homem / mulher gradualmente teve precedência sobre uma abordagem igualitária dos seres humanos, independentemente do gênero. Também destaca o uso de um discurso ocidental sobre a emancipação das mulheres, para legitimar a colonização, estabelecendo um vínculo entre a questão da cultura e o status da mulher.
Em 1999, publicou "A Border Passage", onde fala sobre sua própria jornada. Ela descreve o ambiente multicultural do Cairo em sua infância e o de sua vida adulta como expatriada e imigrante na Europa e nos Estados Unidos. Ela conta como ela foi formada no Islã através de sua avó quando criança, com um ensino distinto do pregado pela elite religiosa masculina. Comenta sobre sua experiência na Europa e nos Estados Unidos, marcada por tensões na tentativa de reconciliar sua identidade muçulmana egípcia com os valores ocidentais. Diante do racismo e do anti islamismo nascente, ela é de opinião que é necessário dissipar os mitos e equívocos do Ocidente sobre o Islã e as mulheres muçulmanas. Ela também é crítica do nacionalismo árabe no Egito e no Oriente Médio. Segundo ela, a ideia de que os egípcios são árabes era praticamente desconhecida até o século XX. Considera que o nacionalismo árabe, como muitas outras formas de pan-nacionalismo, é um tipo de imperialismo cultural.
Em 2011, lançou o ensaio "A Quiet Revolution: The Veil's Resurgence, from the Middle East to America". Aí expõe a notável mudança de ideias sobre o véu islâmico, e os acalorados debates engendrados. O uso do véu remonta, de acordo com a sua pesquisa, ao califado abássida e não corresponde a um preceito religioso. As mulheres livres das classes sociais superiores teriam começado a velar seus rostos para se distinguir das mulheres escravas, cada vez mais numerosas. Leila Ahmed destaca como a questão do véu foi usada durante a colonização, usada pelos poderes coloniais para levar a cabo a dominação ocidental sobre as sociedades supostamente atrasadas. Recorda as décadas de 1940 e 1950, quando, para uma geração de mulheres muçulmanas, viver sem um véu torna-se normal novamente, não sendo sinal de uma ruptura religiosa. De 1920 a 1960, as mudanças de roupa simbolizavam o desejo de muitos egípcios de imitar o modo de vida ocidental. À medida que ela explora a mudança de atitudes em relação ao véu no Egito, ela faz perguntas sobre a reviravolta. Por que o véu reapareceu em mulheres diplomadas e profissionais? É realmente um símbolo da opressão das mulheres? Por que ele inspira uma reação tão forte do Ocidente? O livro resume as mudanças que favoreceram seu retorno: o declínio do socialismo árabe após 1967, a crescente influência do islamismo saudita ultra-conservador e da Irmandade Muçulmana e o fracasso das políticas econômicas pró-ocidentais. O uso do véu ganhou novos significados: por exemplo, de uma expressão religiosa pessoal, ou de solidariedade com a Palestina, com a Chechênia ou o Iraque ou outras lealdades.
Os livros de Leila Ahmed (à data de 2017) não se encontram traduzidos para a língua portuguesa.